# Aleptina inca
Aleptina inca là một loài bướm đêm trong họ Noctuidae.